# Орнаро Басо (Ријети)
Орнаро Басо је насеље у Италији у округу Ријети, региону Лацио.
Према процени из 2011. у насељу је живело 154 становника. Насеље се налази на надморској висини од 593 м.